# Адріан Рамос
Адріан Рамос (ісп. Adrián Ramos, нар. 22 січня 1986, Сантандер-де-Кілічао) — колумбійський футболіст, нападник дортмундської «Боруссії» та збірної Колумбії.

## Клубна кар'єра
Народився 22 січня 1986 року в місті Сантандер-де-Кілічао. Вихованець футбольної школи клубу «Америка де Калі». Дорослу футбольну кар'єру розпочав 2004 року в основній команді того ж клубу, в якій провів два сезони, взявши участь у 32 матчах чемпіонату. 
Протягом 2006—2007 років захищав на умовах оренди кольори команди «Санта-Фе».
2007 року повернувся з оренди до «Америка де Калі». Цього разу відіграв за команду з Калі понад два сезони своєї ігрової кар'єри. Більшість часу, проведеного у складі «Америка де Калі», був основним гравцем атакувальної ланки команди. У складі «Америка де Калі» був одним з головних бомбардирів команди, маючи середню результативність на рівні 0,49 голу за гру першості.
До складу берлінської «Герти» приєднався 2009 року. Відтоді встиг відіграти за берлінський клуб 150 матчів в національному чемпіонаті.

## Виступи за збірну
2008 року дебютував в офіційних матчах у складі національної збірної Колумбії. Наразі провів у формі головної команди країни 23 матчі, забивши 2 голи.
У складі збірної був учасником розіграшу Кубка Америки 2011 року в Аргентині.

## Титули і досягнення
- Чемпіон Колумбії: 2008, 2020
- Володар Суперкубка Німеччини: 2014